# Sheikh Muszaphar Shukor
Dr. Sheikh Muszaphar Shukor Al Masrie bin Sheikh Mustapha, född den 27 juli 1972 i Kuala Lumpur, är läkare (ortopedisk kirurg) och den förste malaysiern i rymden.
Den 10 oktober 2007 åkte han med Sojuz TMA-11 till ISS och återvände till jorden med Sojuz TMA-10 den 21 oktober samma år.